# Lantpert (Bayern)
Lantpert oder Landfried (* vor 636; † nach 680) aus der Dynastie der Agilolfinger war als Nachfolger seines Vaters Theodo I. Herzog der Bajuwaren in Baiern. Seine Mutter war Gleisnod, die Tochter des langobardischen Herzogs von Friaul, Gisulf II.

## Leben
Der heilige Emmeram war drei Jahre Gast am bairischen Herzogshof der Agilolfinger in Regensburg und soll dort für seinen keuschen Lebenswandel bekannt gewesen sein. Eher überraschend brach er seine Missionsarbeit in Baiern ab und begab sich auf eine Pilgerreise nach Rom. Gleichzeitig wurde bekannt, dass Uta, die junge Tochter des Herzogs, schwanger war. Lantpert ergriff den Reisenden, nannte ihn höhnisch Schwager (Aie, episcope et gener noster!), um ihn nach dessen Weigerung, die Schwester zu heiraten, zu verstümmeln, was zu Emmerams baldigem Tod führte.
Während Uta das Land verließ, um in der Ferne mit einem Adeligen verheiratet zu werden, wurde Lantpert wenig später, als er schon Herzog in Baiern war, nach Intervention der fränkischen Könige abgesetzt und zu den Awaren verbannt, wo er bis zu seinem Tod blieb. Sein Nachfolger wurde Theodo II.